# 트릭 필름
초기 영화의 역사에서 트릭 필름(trick film)은 혁신적인 특수 효과를 특징으로 하기 위해 제작된 단편 무성 영화였다.

## 역사
트릭 필름 장르는 조르주 멜리에스가 그의 초기 영화 실험에서 개발했으며, 그의 작품은 이 장르의 가장 고전적인 예로 남아있다. 다른 초기 실험가로는 프랑스 쇼맨 에밀과 뱅상 이솔라, 영국 마술사 데이비드 데반트와 존 네빌 마스켈린, 그리고 미국 촬영감독 빌리 비처, 제임스 스튜어트 블랙턴과 에드윈 S. 포터가 있었다.
영화 초창기, 특히 1898년에서 1908년 사이에 트릭 필름은 세계에서 가장 인기 있는 영화 장르 중 하나였다. 1906년 이전에는 비극 실사 영화 다음으로 두 번째로 널리 퍼진 장르였을 가능성이 높다. 이 트릭 필름에서 탐구된 기술에는 카메라 크랭크 속도를 조절하여 만든 슬로 모션과 패스트 모션, 대체 편집이라고 불리는 편집 기법, 그리고 다중 노출과 같은 다양한 카메라 내 효과가 포함되었다.
영국인들이 종종 "트릭 노벨티"라고 불렀던 트릭 필름은 영국에서 큰 인기를 얻었으며, 로버트 W. 폴과 세실 헵워스가 그들의 실무자 중 하나였다. 크릭스 앤 마틴 영화 제작 듀오의 존 하워드 마틴은 1913년에 단독 작업을 시작하기 전까지 인기 있는 트릭 필름을 제작했다. 그러나 트릭 필름에 대한 영국의 관심은 1912년경에는 대체로 시들해졌고, 멜리에스의 극지 정복과 같은 정교한 제작물조차 상대적으로 냉담하게 받아들여졌다.
트릭 필름 스타일의 요소는 버스터 키턴의 셜록 주니어와 같은 무성 코미디 영화의 슬랩스틱에서 살아남았다. 트릭 필름의 장관적인 특성은 뮤지컬 영화, SF 영화, 공포 영화, 스워시버클러 영화를 포함한 다른 장르에서도 계속되었다.

## 스타일
트릭 필름은 일반적인 무대 마술 공연을 다루는 짧은 무성 영화("트릭 영화", 영화 역사가 매튜 솔로몬의 표현)와 혼동해서는 안 된다. 대신 트릭 필름은 영화 기술을 사용하여 환상을 만들어낸다.
트릭 필름은 일반적으로 생기 넘치는 유머를 전달하며, 이는 농담이나 코믹한 상황보다는 불가능한 사건이 실제로 일어나는 것처럼 보이게 만드는 활기찬 기발함에서 비롯된다. 철학자 노엘 캐롤이 지적했듯이, 멜리에스의 트릭 필름 스타일의 코미디는 "경이로운 변형과 물리적으로 불가능한 사건에서 비롯된 기쁨의 문제"이며, "물리학의 법칙을 상상력의 법칙으로 대체할 가능성을 축하하는 형이상학적 해방의 코미디"이다.

## 예시
- 메리 스튜어트의 처형 (1895, 클락)
- 사라진 귀부인 (1896, 멜리에스)
- 천문학자의 꿈 (1898, 멜리에스)
- 유명한 상자 트릭 (1898, 멜리에스)
- 네 개의 골치 아픈 머리 (1898, 멜리에스)
- 신데렐라 (1899, 멜리에스)
- 마법의 그림 (1900, 블랙턴)
- 크리스마스 꿈 (1900, 멜리에스)
- 차가 치일 때의 느낌 (1900, 헵워스)
- 1인 밴드 (1900, 멜리에스)
- 고무 머리를 가진 남자 (1901, 멜리에스)
- 달세계 여행 (1902, 멜리에스)
- 잭과 콩나무 (1902, 포터)
- 요정 왕국 (1903, 멜리에스)
- 우산 속 열 명의 숙녀 (1903, 멜리에스)
- 불가능한 여행 (1904, 멜리에스)
- 알라딘과 요술 램프 (1906, 카펠라니)
- 레어빗 악몽 (1906, 포터)
- 유령 호텔 (1907, 블랙턴)
- 니코틴 공주 또는 연기 요정 (1909, 블랙턴)

## 인용
- Carroll, Noël (1996), 《Theorizing the Moving Image》, Cambridge: Cambridge University Press
- Solomon, Matthew (December 2006), “Up-to-Date Magic: Theatrical Conjuring and the Trick Film”, 《Theatre Journal》 58 (4): 595–615, doi:10.1353/tj.2007.0032, JSTOR 25069917, S2CID 194080442